# 日本産業衛生学会
公益社団法人日本産業衛生学会（にほんさんぎょうえいせいがっかい、Japanese Society of Occupational Health）は、1929年に設立された、産業医学の進歩を図ることを目的とする学会である。

## 概要
- 設立 : 1929年
- 理事長 : 大前和幸（慶應義塾大学医学部衛生学公衆衛生学教室）
- 会員数 : 約7,500名（2009年現在）
- 事務局 : 東京都新宿区新宿1-29-8 公衛ビル内
- 機関誌
  - 産業衛生学雑誌（年7回発行）
  - Journal of Occupational Health（年6回発行）
- 総会 : 年1回
- 年会費 : 10,000円
- その他
  - 専門医制度
  - 産業看護師制度

## 組織
- 総会
- 理事会
- 地方会(9)
北海道地方会，東北地方会，関東地方会，北陸甲信越地方会，東海地方会，近畿地方会，中国地方会，四国地方会，九州地方会
- 委員会(8)
- 部会(4)
産業医部会，産業看護部会，産業衛生技術部会，産業歯科保健部会
- 研究会(29)

## 研究領域
- 労働衛生史・労働衛生法規・行政
- 疾病・死亡統計
- 作業環境管理
- 物理的環境
- 化学的環境
- ストレス・精神保健
- 産業疲労・過重労働・労働生理・人間工学・VDT作業
- 疾病予防
- 健康診断・事後措置
- 健康教育
- 口腔保健